# Гаон (Верона)
Гаон је насеље у Италији у округу Верона, региону Венето.
Према процени из 2011. у насељу је живело 105 становника. Насеље се налази на надморској висини од 369 м.